# Harry Kerr
Harry Kerr, właśc. Henry Edward Kerr (ur. 28 stycznia 1879 w Inglewood, zm. 17 maja 1951 w Taranaki) – nowozelandzki lekkoatleta występujący w reprezentacji Australazji, chodziarz, brązowy medalista olimpijski.
Podczas Letnich Igrzysk Olimpijskich 1908 w Londynie wystartował w dwóch konkurencjach: w chodzie na 3500 metrów oraz w chodzie na 10 mil. Były to jego jedyne igrzyska.
Najpierw wystartował w chodzie na 3500 metrów. Występ w tej konkurencji rozpoczął od eliminacji, w których to wystartował już w pierwszym biegu, który odbył się 14 lipca. Kerr zajął drugie miejsce, (jego czas to 16:02,2) przegrywając z późniejszym mistrzem olimpijskim, Brytyjczykiem George’em Larnerem. W finale, który odbył się tego samego dnia, poprawił swój wynik o 18,8 sekundy i zajął trzecie miejsce, przegrywając z Brytyjczykami: Larnerem i Erniem Webbem. Był to pierwszy medal olimpijski zdobyty przez Nowozelandczyka.
16 lipca startował w chodzie na 10 mil. Eliminacje rozpoczął od występu w drugim biegu, w którym zajął trzecie miejsce (jego czas to 1:18:40,2), i awansował do finału. Jednak w finale zabrakło go na starcie, ponieważ miał kontuzjowaną stopę.
Kerr był także wielokrotnym mistrzem Nowej Zelandii w chodach lekkoatletycznych. Ostatni raz triumfował w chodzie na 1 mile oraz na 3 mile w 1925, po wieloletniej przerwie w wyczynowym uprawianiu lekkiej atletyki, kiedy miał 46 lat.  